# حبيب كاتبة

حبيب كاتبة

حبيب كاتبة (1892 - 1951) هو كاتب سوري مهجري في الولايات المتحدة. كان عضوًا في البعثة الدائمة لسوريا لدى الأمم المتحدة.

## النشأة والمسيرة
ولد حبيب إبراهيم كاتبة في 1892 في يبرود بسوريا العثمانية. درس في الولايات المتحدة قبل إندلاع الحرب العالمية الأولى. عمل بعد ذلك صحفيًا وتخرج في عام 1920 من جامعة هارتفورد أستاذًا في اللاهوت. زار مصر ودول عربية أخرى في 1926. اشتغل خلال الحرب العالمية الثانية بمكتب الاستعلامات الحربية الأمريكي. تم تعيينه عضوًا في البعثة الدائمة لسوريا لدى الأمم المتحدة في 1948. كتب بالعربية «عظات وطنية»، أما بالإنجليزية فقد كتب بعض الكتب من بينها «ليال عربية» و«الروح الجديدة في الأقطار العربية». واشترك مع فرحات يعقوب زيادة في تأليف «الناطقون بالضاد في أمريكا». ألف أيضًا كثيرًا من المقالات بالعربية والإنجليزية. توفي في 1951 في جاكسونفيل في فلوريدا.

## أعماله
- سوريا للسوريين، الجمعية الوطنية السورية، بوسطن، 1919 (بالإنجليزية)
- محاكمة الصهيونية، المطبعة السورية الأمريكية، 1921 (بالإنجليزية)
- عظات وطنية
- ليال عربية (بالإنجليزية)
- الروح الجديدة في الأقطار العربية، نيويورك، 1940 (بالإنجليزية)
- الناطقون بالضاد في أمريكا، نيويورك، 1946 (بالاشتراك مع فرحات يعقوب زيادة)